# Canadiens de Montréal/Saisonstatistik
Die Canadiens de Montréal sind ein kanadisches Eishockeyfranchise aus Montreal in der Provinz Québec. Sie nahmen 1909 ihren Spielbetrieb in der National Hockey Association auf und gehörten 1917 zu den Gründungsmitgliedern der National Hockey League, in der sie seitdem ununterbrochen spielen.
Diese Saisonstatistik listet die Ergebnisse alle bisheriger Spielzeiten der Canadiens auf. Bisher spielte die Mannschaft 94 Saisons in der NHL und verbrachte zuvor acht Spielzeiten in der NHA. In der Saison 2004/05 ruhte der gesamte Spielbetrieb der Liga aufgrund eines Lockouts.
Mit 24 Stanley-Cup-Siegen sind die Canadiens das erfolgreichste Franchise der Liga sowie eines der erfolgreichsten im nordamerikanischen Profisport.

## National Hockey Association (1909–1917)
Abkürzungen: GP = Spiele, W = Siege, L = Niederlagen, T = Unentschieden, Pts = Punkte, GF = Erzielte Tore, GA = Gegentore, PIM = Strafminuten
| Saison  | GP  | W  | L  | T | Pts | GF  | GA  | PIM  | Platz   | Playoffs                                                                                                   |
| 1910    | 12  | 2  | 10 | — | 4   | 59  | 100 | 215  | 7., NHA | nicht qualifiziert                                                                                         |
| 1910/11 | 16  | 8  | 8  | — | 16  | 66  | 62  | 252  | 2., NHA | nicht qualifiziert                                                                                         |
| 1911/12 | 18  | 8  | 10 | — | 16  | 59  | 66  | —1   | 4., NHA | nicht qualifiziert                                                                                         |
| 1912/13 | 20  | 9  | 11 | — | 18  | 83  | 81  | —    | 4., NHA | nicht qualifiziert                                                                                         |
| 1913/14 | 20  | 13 | 7  | — | 26  | 85  | 65  | —    | 1., NHA | Niederlage im NHA-Finale, 2:6 (Toronto)                                                                    |
| 1914/15 | 20  | 6  | 14 | — | 12  | 83  | 81  | 249  | 6., NHA | nicht qualifiziert                                                                                         |
| 1915/16 | 24  | 16 | 7  | 1 | 322 | 104 | 76  | 607  | 1., NHA | Sieg im Stanley-Cup-Finale, 3:2 (Portland)                                                                 |
| 1916/17 | 20  | 10 | 10 | — | 20  | 90  | 80  | 439  | 2., NHA | Sieg im NHA-Finale, 7:6 (Ottawa) Niederlage im Stanley-Cup-Finale, 1:3 (Seattle)                           |
| Gesamt  | 150 | 72 | 77 | 1 | 144 | 629 | 611 | 1762 |         | 1 Stanley-Cup-Sieg 3 Playoff-Teilnahmen 4 Serien: 2 Siege, 2 Niederlagen 13 Spiele: 6 Siege, 7 Niederlagen |

1 Zwischen 1911 und 1914 wurden die sonst üblichen Zeitstrafen durch Geldstrafen ersetzt
2 Die Canadiens erhielten 1915/16 einen Punkt Abzug, da sie einen nicht spielberechtigten Spieler einsetzten

## National Hockey League (seit 1917)
Abkürzungen: GP = Spiele, W = Siege, L = Niederlagen, T = Unentschieden, OTL = Niederlagen nach Overtime, GF = Erzielte Tore, GA = Gegentore, Pts = Punkte, PIM = Strafminuten
| Saison    | GP   | W    | L    | T   | OTL | GF   | GA    | Pts   | PIM   | Platz         | Playoffs |
| 1917/18   | 22   | 13   | 9    | 0   | —   | 115  | 84    | 26    | —     | 1., NHL       | Niederlage im NHL-Finale, 7:10 (Toronto) |
| 1918/19   | 18   | 10   | 8    | 0   | —   | 88   | 78    | 20    | 257   | 2., NHL       | Sieg im NHL-Finale, 4:1 (Ottawa) Stanley-Cup-Finale beim Stand von 2:2 abgebrochen (Seattle)1                                                                                     |
| 1919/20   | 24   | 13   | 11   | 0   | —   | 129  | 113   | 26    | 221   | 2., NHL       | nicht qualifiziert |
| 1920/21   | 24   | 13   | 11   | 0   | —   | 112  | 99    | 26    | 315   | 3., NHL       | nicht qualifiziert |
| 1921/22   | 24   | 12   | 11   | 1   | —   | 88   | 94    | 25    | 174   | 3., NHL       | nicht qualifiziert |
| 1922/23   | 24   | 13   | 9    | 2   | —   | 73   | 61    | 28    | 174   | 2., NHL       | Niederlage im NHL-Finale, 2:3 (Ottawa) |
| 1923/24   | 24   | 13   | 11   | 0   | —   | 59   | 48    | 26    | 144   | 2., NHL       | Sieg im NHL-Finale, 5:2 (Ottawa) Sieg im Stanley-Cup-Halbfinale, 2:0 (Vancouver) Sieg im Stanley-Cup-Finale, 2:0 (Calgary)                                                        |
| 1924/25   | 30   | 17   | 11   | 2   | —   | 93   | 56    | 36    | 371   | 3., NHL       | Sieg im NHL-Finale, 5:2 (St. Patricks) Niederlage im Stanley-Cup-Finale, 1:3 (Victoria)                                                                                           |
| 1925/26   | 36   | 11   | 24   | 1   | —   | 79   | 108   | 23    | 458   | 7., NHL       | nicht qualifiziert |
| 1926/27   | 44   | 28   | 14   | 2   | —   | 99   | 67    | 58    | 395   | 2., Canadian  | Sieg im Viertelfinale, 2:1 (Maroons) Niederlage im Halbfinale, 1:5 (Ottawa) |
| 1927/28   | 44   | 26   | 11   | 7   | —   | 116  | 48    | 59    | 496   | 1., Canadian  | Niederlage im Halbfinale, 2:3 (Maroons) |
| 1928/29   | 44   | 22   | 7    | 15  | —   | 71   | 43    | 59    | 465   | 1., Canadian  | Niederlage im Halbfinale, 0:3 (Boston) |
| 1929/30   | 44   | 21   | 14   | 9   | —   | 142  | 114   | 51    | 600   | 1., Canadian  | Sieg im Viertelfinale, 3:2 (Chicago) Sieg im Halbfinale, 2:0 (New York) Sieg im Stanley-Cup-Finale, 2:0 (Boston)                                                                  |
| 1930/31   | 44   | 26   | 10   | 8   | —   | 129  | 89    | 60    | 602   | 1., Canadian  | Sieg im Halbfinale, 3:2 (Boston) Sieg im Stanley-Cup-Finale, 3:2 (Chicago) |
| 1931/32   | 48   | 25   | 16   | 7   | —   | 128  | 111   | 57    | 450   | 1., Canadian  | Niederlage im Halbfinale, 1:3 (New York) |
| 1932/33   | 48   | 18   | 25   | 5   | —   | 92   | 115   | 41    | 468   | 3., Canadian  | Niederlage im Viertelfinale, 5:8 (New York) |
| 1933/34   | 48   | 22   | 20   | 6   | —   | 99   | 101   | 50    | 308   | 2., Canadian  | Niederlage im Viertelfinale, 3:4 (Chicago) |
| 1934/35   | 48   | 19   | 23   | 6   | —   | 110  | 145   | 44    | 314   | 3., Canadian  | Niederlage im Viertelfinale, 5:6 (New York) |
| 1935/36   | 48   | 11   | 26   | 11  | —   | 82   | 123   | 33    | 317   | 4., Canadian  | nicht qualifiziert |
| 1936/37   | 48   | 24   | 18   | 6   | —   | 115  | 111   | 54    | 298   | 1., Canadian  | Niederlage im Halbfinale, 2:3 (Detroit) |
| 1937/38   | 48   | 18   | 17   | 13  | —   | 123  | 128   | 49    | 340   | 3., Canadian  | Niederlage im Viertelfinale, 1:2 (Chicago) |
| 1938/39   | 48   | 15   | 24   | 9   | —   | 115  | 146   | 39    | 294   | 6., NHL       | Niederlage im Viertelfinale, 1:2 (Detroit) |
| 1939/40   | 48   | 10   | 33   | 5   | —   | 90   | 167   | 25    | 338   | 7., NHL       | nicht qualifiziert |
| 1940/41   | 48   | 16   | 26   | 6   | —   | 121  | 147   | 38    | 435   | 6., NHL       | Niederlage im Viertelfinale, 1:2 (Chicago) |
| 1941/42   | 48   | 18   | 27   | 3   | —   | 134  | 173   | 39    | 504   | 6., NHL       | Niederlage im Viertelfinale, 1:2 (Detroit) |
| 1942/43   | 50   | 19   | 19   | 12  | —   | 181  | 191   | 50    | 318   | 4., NHL       | Niederlage im Halbfinale, 1:4 (Boston) |
| 1943/44   | 50   | 38   | 5    | 7   | —   | 234  | 109   | 83    | 557   | 1., NHL       | Sieg im Halbfinale, 4:1 (Toronto) Sieg im Stanley-Cup-Finale, 4:0 (Chicago) |
| 1944/45   | 50   | 38   | 8    | 4   | —   | 228  | 121   | 80    | 376   | 1., NHL       | Niederlage im Halbfinale, 2:4 (Toronto) |
| 1945/46   | 50   | 28   | 17   | 5   | —   | 172  | 134   | 61    | 337   | 1., NHL       | Sieg im Halbfinale, 4:0 (Chicago) Sieg im Stanley-Cup-Finale, 4:1 (Boston) |
| 1946/47   | 60   | 34   | 16   | 10  | —   | 189  | 138   | 78    | 561   | 1., NHL       | Sieg im Halbfinale, 4:1 (Boston) Niederlage im Stanley-Cup-Finale, 2:4 (Toronto)                                                                                                  |
| 1947/48   | 60   | 20   | 29   | 11  | —   | 147  | 169   | 51    | 724   | 5., NHL       | nicht qualifiziert |
| 1948/49   | 60   | 28   | 23   | 9   | —   | 152  | 126   | 65    | 782   | 3., NHL       | Niederlage im Halbfinale, 3:4 (Detroit) |
| 1949/50   | 70   | 29   | 22   | 19  | —   | 172  | 150   | 77    | 736   | 2., NHL       | Niederlage im Halbfinale, 1:4 (New York) |
| 1950/51   | 70   | 25   | 30   | 15  | —   | 173  | 184   | 65    | 835   | 3., NHL       | Sieg im Halbfinale, 4:2 (Detroit) Niederlage im Stanley-Cup-Finale, 1:4 (Toronto)                                                                                                 |
| 1951/52   | 70   | 34   | 26   | 10  | —   | 195  | 164   | 78    | 661   | 2., NHL       | Sieg im Halbfinale, 4:3 (Boston) Niederlage im Stanley-Cup-Finale, 0:4 (Detroit)                                                                                                  |
| 1952/53   | 70   | 28   | 23   | 19  | —   | 155  | 148   | 75    | 777   | 2., NHL       | Sieg im Halbfinale, 4:3 (Chicago) Sieg im Stanley-Cup-Finale, 4:1 (Boston) |
| 1953/54   | 70   | 35   | 24   | 11  | —   | 195  | 141   | 81    | 1064  | 2., NHL       | Sieg im Halbfinale, 4:0 (Boston) Niederlage im Stanley-Cup-Finale, 3:4 (Detroit)                                                                                                  |
| 1954/55   | 70   | 41   | 18   | 11  | —   | 228  | 157   | 93    | 890   | 2., NHL       | Sieg im Halbfinale, 4:1 (Boston) Niederlage im Stanley-Cup-Finale, 3:4 (Detroit)                                                                                                  |
| 1955/56   | 70   | 45   | 15   | 10  | —   | 222  | 131   | 100   | 977   | 1., NHL       | Sieg im Halbfinale, 4:1 (New York) Sieg im Stanley-Cup-Finale, 4:1 (Detroit) |
| 1956/57   | 70   | 35   | 23   | 12  | —   | 210  | 155   | 82    | 870   | 2., NHL       | Sieg im Halbfinale, 4:1 (New York) Sieg im Stanley-Cup-Finale, 4:1 (Boston) |
| 1957/58   | 70   | 43   | 17   | 10  | —   | 250  | 158   | 96    | 945   | 1., NHL       | Sieg im Halbfinale, 4:0 (Detroit) Sieg im Stanley-Cup-Finale, 4:2 (Boston) |
| 1958/59   | 70   | 39   | 18   | 13  | —   | 258  | 158   | 91    | 760   | 1., NHL       | Sieg im Halbfinale, 4:2 (Chicago) Sieg im Stanley-Cup-Finale, 4:1 (Toronto) |
| 1959/60   | 70   | 40   | 18   | 12  | —   | 255  | 178   | 92    | 756   | 1., NHL       | Sieg im Halbfinale, 4:0 (Chicago) Sieg im Stanley-Cup-Finale, 4:0 (Toronto) |
| 1960/61   | 70   | 41   | 19   | 10  | —   | 254  | 188   | 92    | 811   | 1., NHL       | Niederlage im Halbfinale, 2:4 (Chicago) |
| 1961/62   | 70   | 42   | 14   | 14  | —   | 259  | 166   | 98    | 818   | 1., NHL       | Niederlage im Halbfinale, 2:4 (Chicago) |
| 1962/63   | 70   | 28   | 19   | 23  | —   | 225  | 183   | 79    | 751   | 3., NHL       | Niederlage im Halbfinale, 1:4 (Toronto) |
| 1963/64   | 70   | 36   | 21   | 13  | —   | 209  | 167   | 85    | 982   | 1., NHL       | Niederlage im Halbfinale, 3:4 (Toronto) |
| 1964/65   | 70   | 36   | 23   | 11  | —   | 211  | 185   | 83    | 1033  | 2., NHL       | Sieg im Halbfinale, 4:2 (Toronto) Sieg im Stanley-Cup-Finale, 4:3 (Chicago) |
| 1965/66   | 70   | 41   | 21   | 8   | —   | 239  | 173   | 90    | 884   | 1., NHL       | Sieg im Halbfinale, 4:0 (Toronto) Sieg im Stanley-Cup-Finale, 4:2 (Detroit) |
| 1966/67   | 70   | 32   | 25   | 13  | —   | 202  | 188   | 77    | 879   | 2., NHL       | Sieg im Halbfinale, 4:0 (New York) Niederlage im Stanley-Cup-Finale, 2:4 (Toronto)                                                                                                |
| 1967/68   | 74   | 42   | 22   | 10  | —   | 236  | 167   | 94    | 700   | 1., Eastern   | Sieg im Viertelfinale, 4:0 (Boston) Sieg im Halbfinale, 4:1 (Chicago) Sieg im Stanley-Cup-Finale, 4:0 (St. Louis)                                                                 |
| 1968/69   | 76   | 46   | 19   | 11  | —   | 271  | 202   | 103   | 780   | 1., Eastern   | Sieg im Viertelfinale, 4:0 (New York) Sieg im Halbfinale, 4:2 (Boston) Sieg im Stanley-Cup-Finale, 4:0 (St. Louis)                                                                |
| 1969/70   | 76   | 38   | 22   | 16  | —   | 244  | 201   | 92    | 892   | 5., Eastern   | nicht qualifiziert |
| 1970/71   | 78   | 42   | 23   | 13  | —   | 291  | 216   | 97    | 1271  | 3., Eastern   | Sieg im Viertelfinale, 4:3 (Boston) Sieg im Halbfinale, 4:2 (Minnesota) Sieg im Stanley-Cup-Finale, 4:3 (Chicago)                                                                 |
| 1971/72   | 78   | 46   | 16   | 16  | —   | 307  | 205   | 108   | 783   | 3., Eastern   | Niederlage im Viertelfinale, 2:4 (New York) |
| 1972/73   | 78   | 52   | 10   | 16  | —   | 329  | 184   | 120   | 783   | 1., Eastern   | Sieg im Viertelfinale, 4:2 (Buffalo) Sieg im Halbfinale, 4:1 (Philadelphia) Sieg im Stanley-Cup-Finale, 4:2 (Chicago)                                                             |
| 1973/74   | 78   | 45   | 24   | 9   | —   | 293  | 240   | 99    | 761   | 2., Eastern   | Niederlage im Viertelfinale, 2:4 (New York) |
| 1974/75   | 80   | 47   | 14   | 19  | —   | 374  | 225   | 113   | 1155  | 1., Norris    | Sieg im Viertelfinale, 4:1 (Canucks) Niederlage im Halbfinale, 2:4 (Buffalo) |
| 1975/76   | 80   | 58   | 11   | 11  | —   | 337  | 174   | 127   | 977   | 1., Norris    | Sieg im Viertelfinale, 4:0 (Chicago) Sieg im Halbfinale, 4:1 (New York) Sieg im Stanley-Cup-Finale, 4:0 (Philadelphia)                                                            |
| 1976/77   | 80   | 60   | 8    | 12  | —   | 387  | 171   | 132   | 764   | 1., Norris    | Sieg im Viertelfinale, 4:0 (St. Louis) Sieg im Halbfinale, 4:2 (New York) Sieg im Stanley-Cup-Finale, 4:0 (Boston)                                                                |
| 1977/78   | 80   | 59   | 10   | 11  | —   | 359  | 183   | 129   | 745   | 1., Norris    | Sieg im Viertelfinale, 4:1 (Detroit) Sieg im Halbfinale, 4:0 (Toronto) Sieg im Stanley-Cup-Finale, 4:2 (Boston)                                                                   |
| 1978/79   | 80   | 52   | 17   | 11  | —   | 337  | 204   | 115   | 803   | 1., Norris    | Sieg im Viertelfinale, 4:0 (Toronto) Sieg im Halbfinale, 4:3 (Boston) Sieg im Stanley-Cup-Finale, 4:1 (New York)                                                                  |
| 1979/80   | 80   | 47   | 20   | 13  | —   | 328  | 240   | 107   | 874   | 1., Norris    | Sieg in der Vorrunde, 3:0 (Hartford) Niederlage im Viertelfinale, 3:4 (Minnesota)                                                                                                 |
| 1980/81   | 80   | 45   | 22   | 13  | —   | 332  | 232   | 103   | 1398  | 1., Norris    | Niederlage in der Vorrunde, 0:3 (Edmonton) |
| 1981/82   | 80   | 46   | 17   | 17  | —   | 360  | 223   | 109   | 1463  | 1., Adams     | Niederlage im Divisions-Halbfinale, 2:3 (Québec) |
| 1982/83   | 80   | 42   | 24   | 14  | —   | 350  | 286   | 98    | 1116  | 2., Adams     | Niederlage im Divisions-Halbfinale, 0:3 (Buffalo) |
| 1983/84   | 80   | 35   | 40   | 5   | —   | 286  | 295   | 75    | 1371  | 4., Adams     | Sieg im Divisions-Halbfinale, 3:0 (Boston) Sieg im Divisions-Finale, 4:2 (Québec) Niederlage im Conference-Finale, 2:4 (New York)                                                 |
| 1984/85   | 80   | 41   | 27   | 12  | —   | 309  | 262   | 94    | 1464  | 1., Adams     | Sieg im Divisions-Halbfinale, 3:2 (Boston) Niederlage im Divisions-Finale, 3:4 (Québec)                                                                                           |
| 1985/86   | 80   | 40   | 33   | 7   | —   | 330  | 280   | 87    | 1372  | 2., Adams     | Sieg im Divisions-Halbfinale, 3:0 (Boston) Sieg im Divisions-Finale, 4:3 (Hartford) Sieg im Conference-Finale, 4:1 (New York) Sieg im Stanley-Cup-Finale, 4:1 (Calgary)           |
| 1986/87   | 80   | 41   | 29   | 10  | —   | 277  | 241   | 92    | 1802  | 2., Adams     | Sieg im Divisions-Halbfinale, 4:0 (Boston) Sieg im Divisions-Finale, 4:3 (Québec) Niederlage im Conference-Finale, 2:4 (Philadelphia)                                             |
| 1987/88   | 80   | 45   | 22   | 13  | —   | 298  | 238   | 103   | 1830  | 1., Adams     | Sieg im Divisions-Halbfinale, 4:2 (Hartford) Niederlage im Divisions-Finale, 1:4 (Boston)                                                                                         |
| 1988/89   | 80   | 53   | 18   | 9   | —   | 315  | 218   | 115   | 1537  | 1., Adams     | Sieg im Divisions-Halbfinale, 4:0 (Hartford) Sieg im Divisions-Finale, 4:1 (Boston) Sieg im Conference-Finale, 4:2 (Philadelphia) Niederlage im Stanley-Cup-Finale, 2:4 (Calgary) |
| 1989/90   | 80   | 41   | 28   | 11  | —   | 288  | 234   | 93    | 1590  | 3., Adams     | Sieg im Divisions-Halbfinale, 4:2 (Buffalo) Niederlage im Divisions-Finale, 1:4 (Boston)                                                                                          |
| 1990/91   | 80   | 39   | 30   | 11  | —   | 273  | 249   | 89    | 1425  | 2., Adams     | Sieg im Divisions-Halbfinale, 4:2 (Buffalo) Niederlage im Divisions-Finale, 3:4 (Boston)                                                                                          |
| 1991/92   | 80   | 41   | 28   | 11  | —   | 267  | 207   | 93    | 1556  | 1., Adams     | Sieg im Divisions-Halbfinale, 4:3 (Hartford) Niederlage im Divisions-Finale, 0:4 (Boston)                                                                                         |
| 1992/93   | 84   | 48   | 30   | 6   | —   | 326  | 280   | 102   | 1788  | 3., Adams     | Sieg im Divisions-Halbfinale, 4:2 (Québec) Sieg im Divisions-Finale, 4:0 (Buffalo) Sieg im Conference-Finale, 4:1 (New York) Sieg im Stanley-Cup-Finale, 4:1 (Los Angeles)        |
| 1993/94   | 84   | 41   | 29   | 14  | —   | 283  | 248   | 96    | 1524  | 3., Northeast | Niederlage im Conference-Viertelfinale, 3:4 (Boston) |
| 1994/952  | 48   | 18   | 23   | 7   | —   | 125  | 148   | 43    | 840   | 6., Northeast | nicht qualifiziert |
| 1995/96   | 82   | 40   | 32   | 10  | —   | 265  | 248   | 90    | 1847  | 3., Northeast | Niederlage im Conference-Viertelfinale, 2:4 (New York) |
| 1996/97   | 82   | 31   | 36   | 15  | —   | 249  | 276   | 77    | 1469  | 4., Northeast | Niederlage im Conference-Viertelfinale, 1:4 (New Jersey) |
| 1997/98   | 82   | 37   | 32   | 13  | —   | 235  | 208   | 87    | 1547  | 4., Northeast | Sieg im Conference-Viertelfinale, 4:2 (Penguins) Niederlage im Conference-Halbfinale, 0:4 (Buffalo)                                                                               |
| 1998/99   | 82   | 32   | 39   | 11  | —   | 184  | 209   | 75    | 1299  | 5., Northeast | nicht qualifiziert |
| 1999/2000 | 82   | 35   | 34   | 9   | 4   | 196  | 194   | 83    | 1067  | 4., Northeast | nicht qualifiziert |
| 2000/01   | 82   | 28   | 40   | 8   | 6   | 206  | 232   | 70    | 1020  | 5., Northeast | nicht qualifiziert |
| 2001/02   | 82   | 36   | 31   | 12  | 3   | 207  | 209   | 87    | 974   | 4., Northeast | Sieg im Conference-Viertelfinale, 4:2 (Boston) Niederlage im Conference-Halbfinale, 2:4 (Carolina)                                                                                |
| 2002/03   | 82   | 30   | 35   | 8   | 9   | 206  | 234   | 77    | 900   | 4., Northeast | nicht qualifiziert |
| 2003/04   | 82   | 41   | 30   | 7   | 4   | 208  | 192   | 93    | 1039  | 4., Northeast | Sieg im Conference-Viertelfinale, 4:3 (Boston) Niederlage im Conference-Halbfinale, 0:4 (Tampa Bay)                                                                               |
| 2004/053  | —    | —    | —    | —   | —   | —    | —     | —     | —     | —             | — |
| 2005/06   | 82   | 42   | 31   | —   | 9   | 243  | 247   | 93    | 1312  | 3., Northeast | Niederlage im Conference-Viertelfinale, 2:4 (Carolina) |
| 2006/07   | 82   | 42   | 34   | —   | 6   | 245  | 256   | 90    | 1119  | 4., Northeast | nicht qualifiziert |
| 2007/08   | 82   | 47   | 25   | —   | 10  | 262  | 222   | 104   | 1162  | 1., Northeast | Sieg im Conference-Viertelfinale, 4:3 (Boston) Niederlage im Conference-Halbfinale, 1:4 (Philadelphia)                                                                            |
| 2008/09   | 82   | 41   | 30   | —   | 11  | 249  | 247   | 93    | 1223  | 2., Northeast | Niederlage im Conference-Viertelfinale, 0:4 (Boston) |
| 2009/10   | 82   | 39   | 33   | —   | 10  | 217  | 223   | 88    | 920   | 4., Northeast | Sieg im Conference-Viertelfinale, 4:3 (Washington) Sieg im Conference-Halbfinale, 4:3 (Pittsburgh) Niederlage im Conference-Finale, 1:4 (Philadelphia)                            |
| 2010/11   | 82   | 44   | 30   | —   | 8   | 216  | 209   | 96    | 1097  | 2., Northeast | Niederlage im Conference-Viertelfinale, 3:4 (Boston) |
| 2011/12   | 82   | 31   | 35   | —   | 16  | 212  | 226   | 78    | 954   | 5., Northeast | nicht qualifiziert |
| 2012/134  | 48   | 29   | 14   | —   | 5   | 149  | 126   | 63    | 624   | 1., Northeast | Niederlage im Conference-Viertelfinale, 1:4 (Ottawa) |
| 2013/14   | 82   | 46   | 28   | —   | 8   | 215  | 204   | 100   | 1045  | 3., Atlantic  | Sieg im Conference-Viertelfinale, 4:0 (Tampa Bay) Sieg im Conference-Halbfinale, 4:3 (Boston) Niederlage im Conference-Finale, 2:4 (New York)                                     |
| 2014/15   | 82   | 50   | 22   | —   | 10  | 110  | 221   | 189   | 821   | 1., Atlantic  | Sieg im Conference-Viertelfinale, 4:2 (Ottawa) Niederlage im Conference-Halbfinale, 2:4 (Tampa Bay)                                                                               |
| 2015/16   | 82   | 38   | 38   | —   | 6   | 82   | 221   | 236   | 774   | 6., Atlantic  | nicht qualifiziert |
| 2016/17   | 82   | 47   | 26   | —   | 9   | 103  | 223   | 198   | 747   | 1., Atlantic  | Niederlage im Conference-Viertelfinale, 2:4 (New York) |
| 2017/18   | 82   | 29   | 40   | —   | 13  | 71   | 207   | 258   | 692   | 6., Atlantic  | nicht qualifiziert |
| 2018/19   | 82   | 44   | 30   | —   | 8   | 96   | 246   | 236   | 662   | 4., Atlantic  | nicht qualifiziert |
| 2019/205  | 71   | 31   | 31   | —   | 9   | 71   | 208   | 220   | 546   | 5., Atlantic  | Sieg in der Qualifikationsrunde, 3:1 (Pittsburgh) Niederlage im Conference-Viertelfinale, 2:4 (Philadelphia)                                                                      |
| 2020/215  | 56   | 24   | 21   | —   | 11  | 59   | 158   | 165   | 465   | 4., North     | Sieg in der ersten Runde, 4:3 (Toronto) Sieg in der zweiten Runde, 4:0 (Winnipeg) Sieg im Halbfinale, 4:2 (Vegas) Niederlage im Stanley-Cup-Finale, 1:4 (Tampa Bay)               |
| 2021/22   | 82   | 22   | 49   | —   | 11  | 55   | 218   | 317   | 836   | 8., Atlantic  | nicht qualifiziert |
| 2022/23   | 82   | 31   | 45   | —   | 6   | 68   | 232   | 307   | 955   | 8., Atlantic  | nicht qualifiziert |
| Gesamt    | 6951 | 3526 | 2396 | 837 | 192 | 8081 | 22244 | 18886 | 87513 |               | 85 Playoff-Teilnahmen 23 Stanley-Cup-Siege 163 Serien: 98 Siege, 64 Niederlagen, 1 Unentschieden 781 Spiele: 453 Siege, 332 Niederlagen, 8 Unentschieden                          |

1 Die Serie zwischen den Canadiens und den Seattle Metropolitans 1919 wurde beim Stand von 2:2 nach fünf Spielen wegen des Ausbruchs der Spanischen Grippe abgebrochen. Der Stanley Cup wurde in diesem Jahr nicht vergeben.
2 Saison wegen des NHL-Lockout 1994/95 verkürzt
3 Saison wegen des NHL-Lockout 2004/05 ausgefallen
4 Saison wegen des NHL-Lockout 2012/13 verkürzt
5 Saison wegen der COVID-19-Pandemie verkürzt
Kursive Ergebnisse bedeuten, dass die Serie nach Toren entschieden wurde.